# Вестерхолт
Вестерхолт (њем. Westerholt) општина је у њемачкој савезној држави Доња Саксонија. Једно је од 19 општинских средишта округа Витмунд. Према процјени из 2010. у општини је живјело 2.334 становника. Посједује регионалну шифру (AGS) 3462018.

## Географски и демографски подаци
Вестерхолт се налази у савезној држави Доња Саксонија у округу Витмунд. Општина се налази на надморској висини од 3 метра. Површина општине износи 14,6 km². У самом мјесту је, према процјени из 2010. године, живјело 2.334 становника. Просјечна густина становништва износи 160 становника/km².